# Tetraodon schoutedeni
Tetraodon schoutedeni är en fiskart som beskrevs av Pellegrin 1926. Tetraodon schoutedeni ingår i släktet Tetraodon och familjen blåsfiskar. IUCN kategoriserar arten globalt som otillräckligt studerad. Inga underarter finns listade i Catalogue of Life.